# 1938 au Manitoba
Chronologie du Manitoba
- 1934
- 1935
- 1936
- 1937
- 1938
- 1939
- 1940
- 1941
- 1942

Cette page concerne des événements d'actualité qui se sont produits durant l'année 1938 dans la province canadienne du Manitoba.

## Politique
- Premier ministre : John Bracken
- Chef de l'Opposition :
- Lieutenant-gouverneur : William Johnson Tupper
- Législature :

## Naissances

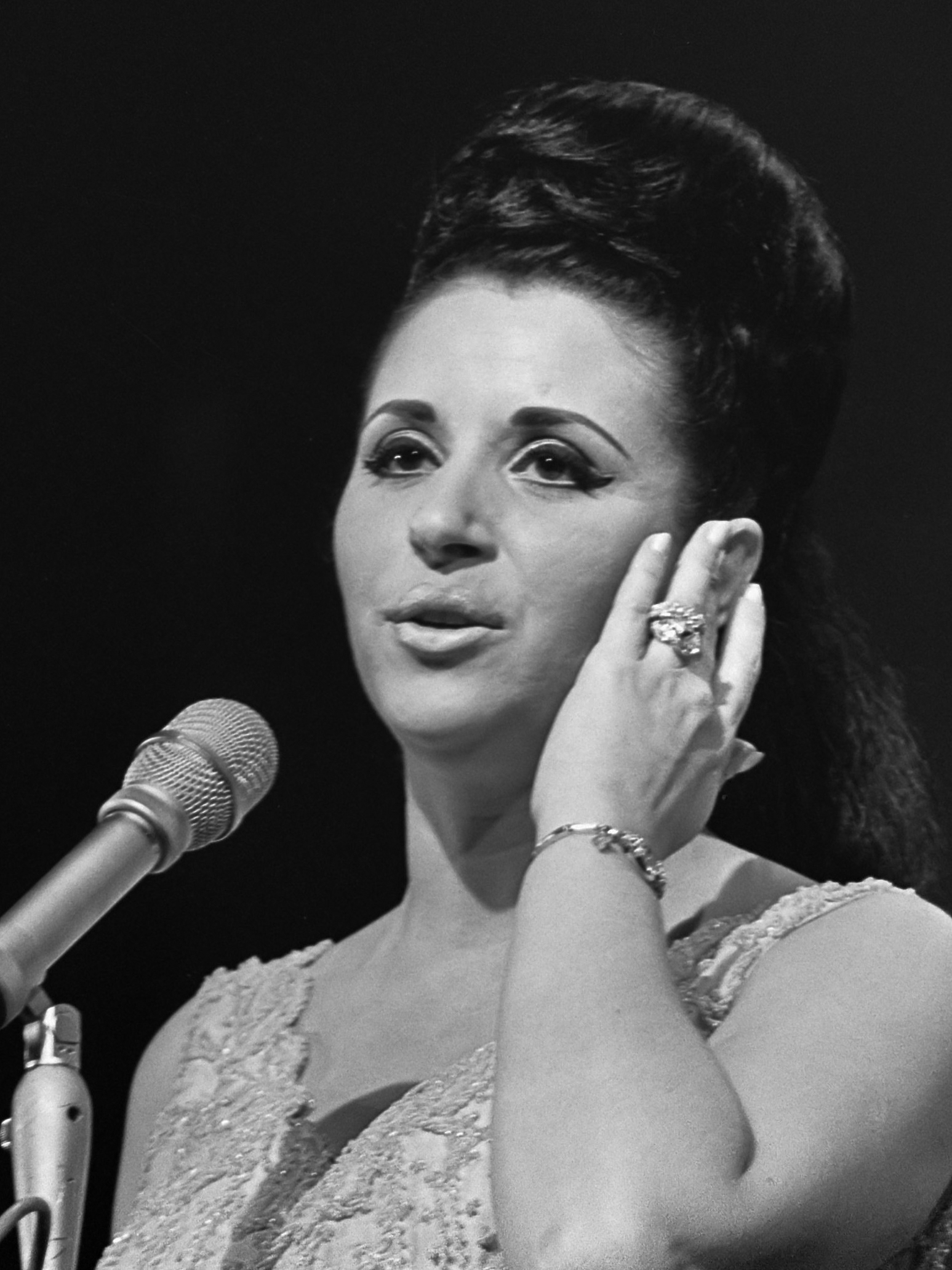
Lucille Starr

- 13 mai : Lucille Starr, née Lucille Raymonde Marie Savoie, à Saint-Boniface, à côté de Winnipeg, est une chanteuse franco-manitobaine de folk et de country.
- 4 juin : John Harvard (né à Glenboro - mort le 9 janvier 2016) est un journaliste et homme politique canadien (Manitobain). Il a siégé comme député à la Chambre des communes du Canada de 1988 à 2004 et ancien lieutenant-gouverneur du Manitoba.
- 13 août : William J. Masterton (né à Winnipeg - mort le 15 janvier 1968 à Edina, dans l'état du Minnesota aux États-Unis) est un joueur canadien naturalisé américain de hockey sur glace professionnel qui évolue en position de centre. Il est le seul joueur à mourir des conséquences directes de blessures subies lors d'une partie de la Ligue nationale de hockey.
- 6 novembre : Don Atamanchuk (né à Winnipeg) est un joueur professionnel de hockey sur glace canadien.

## Décès
- 9 janvier : Aimé Bénard (en), politicien.